# Nationaal Paleis

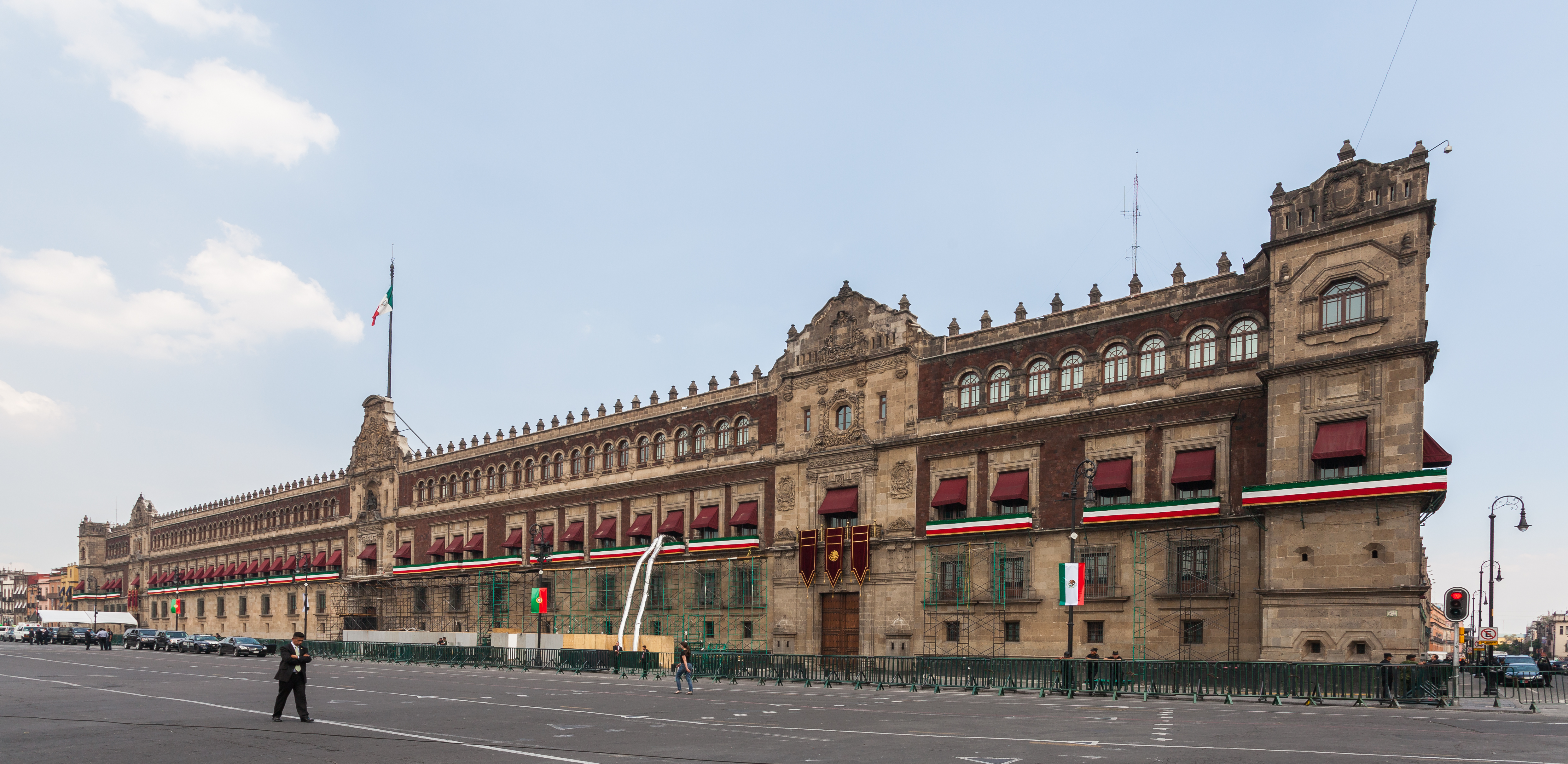
Nationaal Paleis

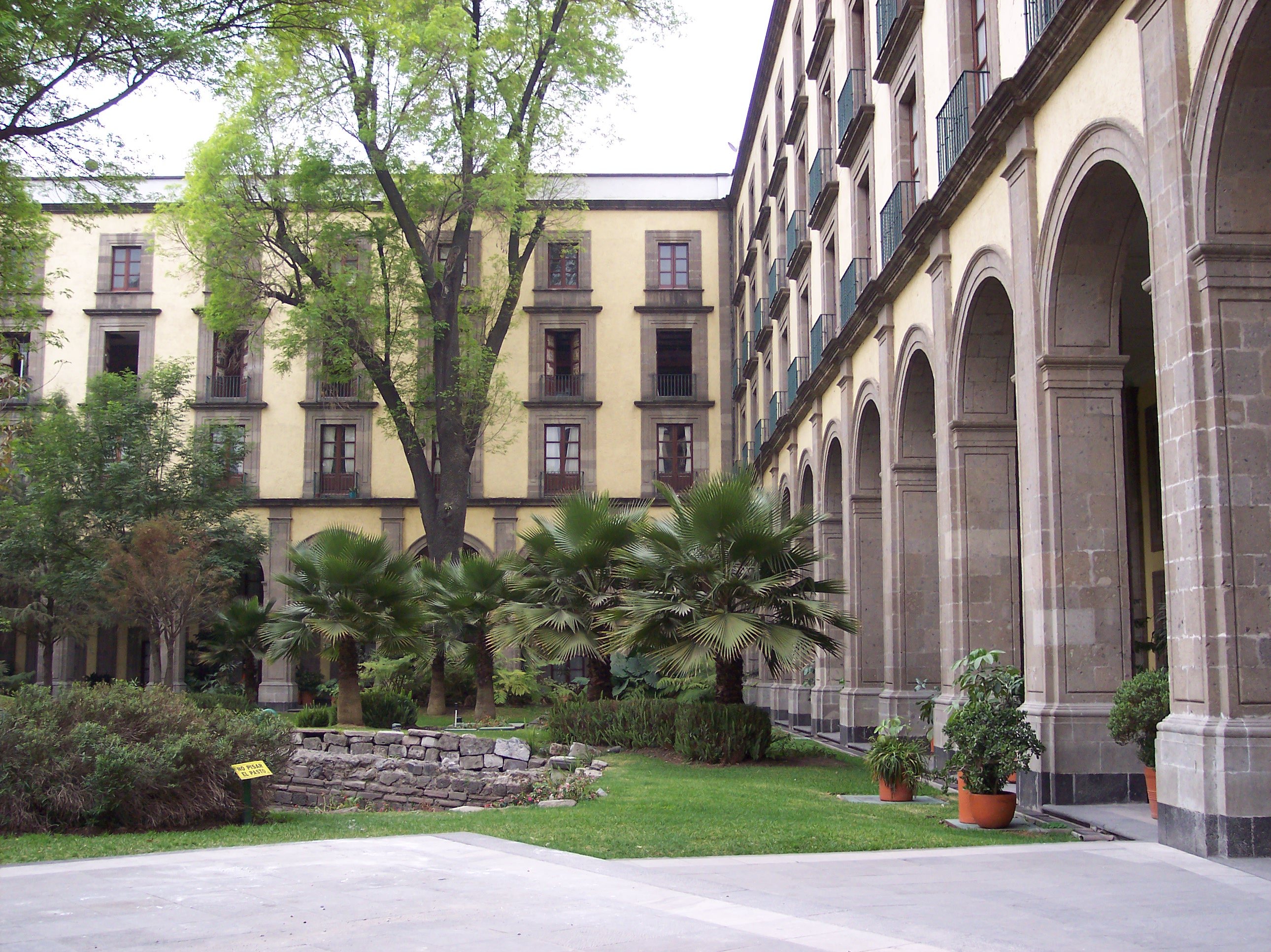
De tuin van het Nationaal Paleis

Het Nationaal Paleis (Spaans: Palacio Nacional) is de zetel van de Mexicaanse regering. Het Paleis bevindt zich aan de Plaza de la Constitución in het centrum van Mexico-Stad.
Het paleis werd gebouwd in 1563 in opdracht van de koloniale autoriteiten als zetel voor de vicekoning van Nieuw-Spanje. De eerste bewoner was Luis de Velasco de oudere. In 1649 en 1692 werd het verwoest door een brand, en in haar huidige vorm herbouwd. In de laat-koloniale periode deed het paleis dienst als gerechtshof. Na de onafhankelijkheid van Mexico in 1821 werden de uitvoerende, wetgevende en rechtsprekende takken van de Mexicaanse regering in het paleis gehuisvest; de laatste twee zouden later naar elders verhuizen. In 1867 werd het de ambtswoning van de president van Mexico, dat het zou zijn tot Venustiano Carranza die in 1917 verplaatste naar Chapultepec.
In 1926 werd een derde verdieping gebouwd in opdracht van Plutarco Elías Calles en tussen 1929 en 1951 verfraaide Diego Rivera het paleis met enorme muurschilderingen waarin episodes uit de geschiedenis van Mexico worden afgebeeld. Onder president Ernesto Zedillo werd het paleis grondig gerenoveerd.
Naast de zetel van de regering, bevinden zich in het Nationaal Paleis onder andere de archieven van het ministerie van haciënda, een galerij van alle Mexicaanse presidenten, de moriscosalone, de vroegere Kamer van Afgevaardigden en een eerbetoon aan Benito Juárez, die in het Nationaal Paleis overleed.